# City-Pier-City Loop 1984
De tiende editie van de City-Pier-City Loop vond plaats op zondag 31 maart 1984. De start van de wedstrijd bevond zich op de Lange Voorhout.
Bij de mannen was de Engelsman Ray Crabb het sterkst in 1:02.56. Hij versloeg hiermee de Duitser Michael Spöttel, die in 1:03.13 over de finish kwam. Marti ten Kate was de snelste Nederlander en finishte als derde in 1:03.24. Bij de vrouwen besliste de Nederlandse Carla Beurskens de wedstrijd door in 1:12.57 als eerste te finishen. Ze verbeterde hiermee het parcoursrecord.
De Noorse favoriet Øyvind Dahl, winnaar van de edities van 1979, 1980 en 1981, was afwezig wegens griep.

## Uitslagen

### Mannen
| rang   | naam             | land | tijd    |
| ------ | ---------------- | ---- | ------- |
| Goud   | Ray Crabb        | ENG  | 1:02.56 |
| Zilver | Michael Spöttel  | GER  | 1:03.13 |
| Brons  | Marti ten Kate   | NED  | 1:03.24 |
| 4      | Graham Laing     | SCO  | 1:03.30 |
| 5      | Gyula Borka      | HUN  | 1:03.41 |
| 6      | John Vermeule    | NED  | 1:04.07 |
| 7      | Andreas Weniger  | GER  | 1:04.09 |
| 8      | S. Surridge      | ENG  | 1:04.41 |
| 9      | Luc Waegeman     | BEL  | 1:04.45 |
| 10     | Arild Tørstad    | NOR  | 1:04.53 |
| 11     | Sandor Szendrei  | HUN  | 1:04.57 |
| 12     | Kim Reijnierse   | NED  | 1:05.00 |
| 13     | Kurt Straten     | DEN  | 1:05.12 |
| 14     | Alan Rich        | ENG  | 1:05.21 |
| 15     | Steinar Gressløs | NOR  | 1:05.31 |
| 16     | John Cain        | ENG  | 1:05.33 |
| 17     | Jos Koniuszek    | NED  | 1:05.38 |
| 18     | Peder-Arne Sylta | NOR  | 1:06.03 |

### Vrouwen
| rang   | naam              | land | tijd    |
| ------ | ----------------- | ---- | ------- |
| Goud   | Carla Beurskens   | NED  | 1:12.57 |
| Zilver | Bente Moe         | NOR  | 1:13.12 |
| Brons  | Kersti Jakobsen   | DEN  | 1:13.45 |
| 4      | Ria Van Landeghem | BEL  | 1:14.03 |
| 5      | Eefje van Wissen  | NED  | 1:15.16 |
| 6      | Margaret Lockley  | ENG  | 1:15.22 |
| 7      | Heidi Jacobsen    | NOR  | 1:16.23 |

1975 ·
1976 ·
1977 ·
1978 ·
1979 ·
1980 ·
1981 ·
1982 ·
1983 ·
1984 ·
1985 ·
1986 ·
1987 ·
1988 ·
1989 ·
1990 ·
1991 ·
1992 ·
1993 ·
1994 ·
1995 ·
1996 ·
1997 ·
1998 ·
1999 ·
2000 ·
2001 ·
2002 ·
2003 ·
2004 ·
2005 ·
2006 ·
2007 ·
2008 ·
2009 ·
2010 ·
2011 ·
2012 ·
2013 ·
2014 ·
2015 ·
2016 ·
2017 ·
2018 ·
2019 (afgelast) ·
2020 ·
2021 (afgelast) ·
2022 ·
2023 ·
2024